# Potigny
Potigny település Franciaországban, Calvados megyében. Lakosainak száma 2076 fő (2022. január 1.). Potigny Bons-Tassilly, Fontaine-le-Pin és Soumont-Saint-Quentin községekkel határos.

## Népesség
A település népességének változása:
| Lakosok száma | 2720 | 2120 | 1776 | 1719 | 1954 | 2058 | 2075 | 2079 | 2072 | 2076 |
|               | 1968 | 1982 | 1990 | 2006 | 2013 | 2015 | 2017 | 2019 | 2020 | 2022 |